# チフヴィン
座標: 北緯59度38分 東経33度31分 / 北緯59.633度 東経33.517度

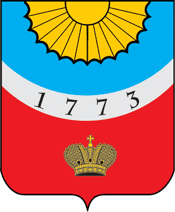
チフヴィンの紋章

チフヴィン（チーフヴィン、チフウィン、チフビン、ティフヴィン、ロシア語: Ти́хвин、ラテン文字表記の例: Tikhvin）は、ロシア・レニングラード州の東南部にある都市。人口は5万5415人（2021年）。
レニングラード州東部の丘陵地帯にあり、ラドガ湖へ流れるチフヴィンカ川の両岸に町が広がる。州都サンクトペテルブルクからは東へ200キロメートル。チフヴィンスキー地区の行政中心地であり、同地区および州東部の産業・文化・交通網の中心でもある。ヴォログダとノヴァヤ・ラドガを結びサンクトペテルブルク方面へ接続する国道A114号線が走っている。

## 歴史

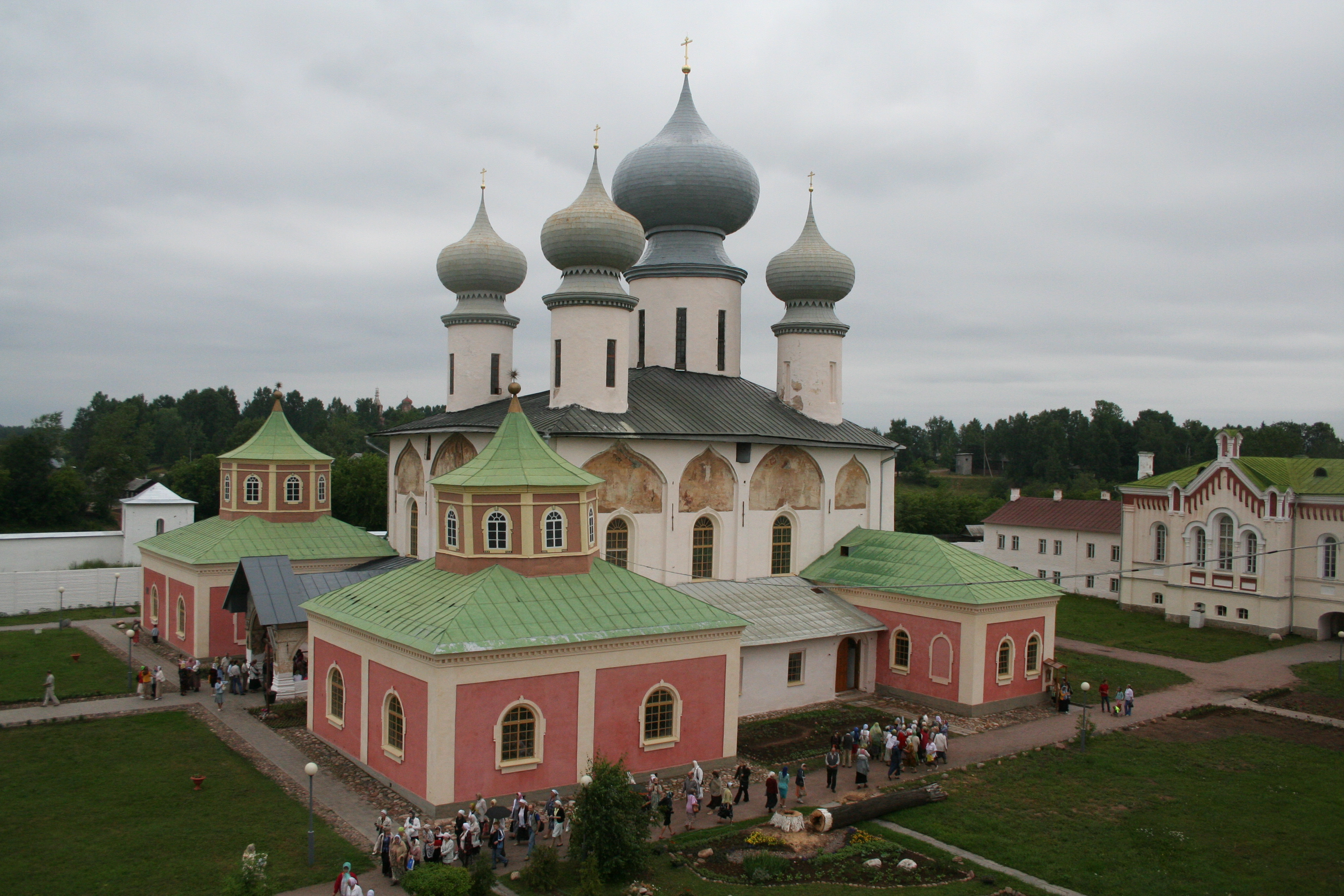
チフヴィンの生神女就寝大聖堂

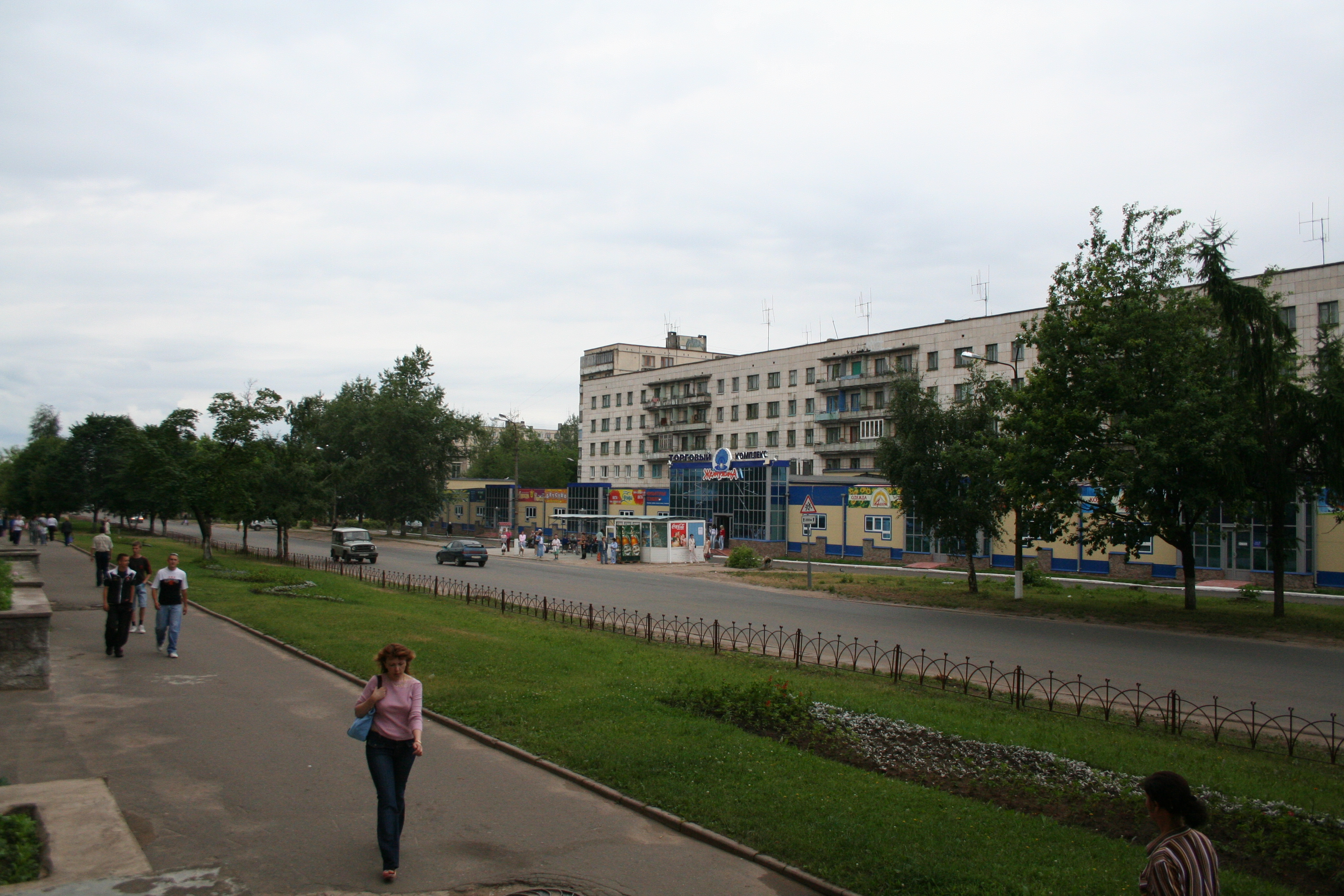
チフヴィンのカール・マルクス通り

チフヴィンという地名は、ヴェプス語の「tikh」（道路）と「vin」（市場）に由来する。古くからの交易路である水路や陸路がこの地を通っていた。
チフヴィンが記録に初出するのは1383年で、木造の生神女就寝大聖堂がこの地に完成したことが伝えられている。1495年から1496年にかけてノヴゴロドの登記官Yu・K・サヴロフが書いた記録にも、チフヴィンと聖堂のことが登場している。
バルト海からラドガ湖、チフヴィンカ川を経て丘を越えヴォルガ川上流に至るという交易路（ヴァリャーグからギリシアへの道）に沿っていたことから、チフヴィンは急速に発達した。16世紀初頭、チフヴィンはすでに知名度の高い交易中心地であった。1507年から1515年にかけて、モスクワ大公国のヴァシーリー3世が資金を出し、炎上した生神女就寝大聖堂の跡地に石造の聖堂を新たに建てる工事が行われた。ノヴゴロドのドミートリイ・スィルコーフが手がけたこの聖堂は現在も残っている。
1560年、ツァーリ・イヴァン4世は生神女就寝修道院をチフヴィンカ川の左岸に建てるよう命じた。この建築工事はドミートリイの息子フョードル・スィルコーフが手がけ、イヴァン4世は建築のために20か村の農民を動員する許可を与えた。1560年の春から夏、大きな生神女就寝修道院と小さなヴヴェデンスキー聖堂が同時に建てられ、その周囲に交易所、工房、住居などからなる集落も築かれた。堅固な城壁や塔で囲まれた修道院は、同時にモスクワ・ツァーリ国家の北辺の地を守る重要な要塞でもあった。
17世紀初頭、ロシアは大動乱と呼ばれる内乱の時期に突入した。これはスウェーデンおよびポーランド・リトアニア共和国の介入を招き、スウェーデンとのイングリア戦争でノヴゴロド周辺の地方は破壊された。1613年、チフヴィンはスウェーデン軍により占領され、略奪・放火された。住民は修道院の城壁の中に逃れ、包囲戦や略奪を耐えた。その後スウェーデン軍はこの地から撤退し、ノヴゴロド周辺の地方はようやく外国軍の侵略から解放される。
チフヴィンの経済的繁栄の時代は17世紀から18世紀にかけて訪れた。手工業が活発になり、チフヴィンの鍛冶屋の製品はロシアだけでなく周辺諸国でも珍重された。チフヴィンはフィンランドやイングリアなどバルト海沿岸を支配したスウェーデンとの国境交易の重要な拠点としても栄え、ロシアの国外への窓の一つとなった。この時期、チフヴィンに立った市はロシアでも最大級のものだった。こうしてチフヴィンの市街地の規模も大きくなった。
この時代、石造建築は修道院の領地でのみ許可されていた。16世紀末には石造の聖堂や食堂、鐘楼などが修道院に追加されている。17世紀半ば以降には修道院内の木造建築全てが石造で建て直された。これらの工事により、修道院は芸術性の高い、歴史的にも建築史的にも重要な建築群となっている。これらのほとんどは、18世紀や19世紀の増築で原型が変わった部分もあったが、今日にも残っている。
1723年、長い戦いの後にチフヴィンの住民は修道院による支配から解放され、独自の自治を行うようになった。1764年に修道院資産が国有化されるまでは集落は完全に修道院から分離された状態ではなかった。1773年、チフヴィンは市の地位を得る。
第二次世界大戦ではチフヴィンは1941年11月8日から12月9日までドイツ軍北方軍集団に占領された。赤軍の反撃によりドイツ軍は1か月でチフヴィンを放棄したが、この時に多くの建築物が破壊されてしまった。

## 文化・経済

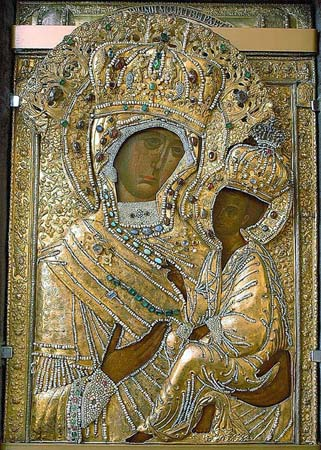
リザに保護された「チフヴィンの生神女」のイコン

今日のチフヴィンは、かつての小さな地方都市の面影を残す木造建築が立ち並ぶ旧市街と、第二次世界大戦後に建てられたソ連式のアパートが立ち並ぶ新市街からなっており、住民の大部分は新市街で暮らす。旧市街は商業の中心地で、広場には再建された救世主顕栄聖堂も建つ。広場を囲む歴史的建築のうち、ホテルはソ連崩壊後に閉鎖されていたが、ショッピングセンターとして再生している。
ソ連時代のチフヴィンで最大の雇用主はトラクターや兵器を製造する重機工場であり、最盛期には2万人が働いていた。この工場は、現在でも鉄道車両製造および兵装品製造の大手である。
その他の企業にはイケアなどへ納める家具を製造する工場や、ロジンやレジンなどを生産する木材化学工場、肉や乳製品などの食品工場がある。
チフヴィンの名所の筆頭に挙げられるのは1560年に成立した生神女就寝修道院で、歴史的に価値の高い建築群と、「チフヴィンの生神女」（Theotokos of Tikhvin）と呼ばれるイコンで名高い。伝説によればこのイコンは1383年6月26日（ユリウス暦）に、チフヴィンカ川の岸に出現したとされ、その場所に修道院と町が建設されたとされる。このイコンは火災や戦争から生き残って現在に伝わり、1949年から2004年までの間はアメリカのシカゴに保管されていたものの、ソ連崩壊後にチフヴィンに戻された。
その他、木造の古いロシア風の家々の建つ、18世紀の都市計画を残す市街地も見どころのひとつである。この町出身の有名な作曲家ニコライ・リムスキー＝コルサコフの生家は、現在では博物館になっている。1990年代以降、チフヴィンでは子供を対象にした伝統舞踊競技大会や、野外ジャズフェスティバルなどが開催されている。

## 著名な出身者
- ニコライ・リムスキー＝コルサコフ - 作曲家
- ラリーサ・ルースタ（ロシア語版） - フォークロック歌手、女優

## 姉妹都市
- フィンランド、イマトラ
- フランス、エルヴィル＝サン＝クレール
- スウェーデン、Trosa